# بیباد
بیباد یک منطقهٔ مسکونی در عراق است که در اقلیم کردستان عراق واقع شده‌است.